# Tweety Carter
Pour les articles homonymes, voir Carter.
Demond "Tweety" Carter, né le 25 octobre 1986 à La Nouvelle-Orléans en Louisiane, est un joueur américain de basket-ball.

## Palmarès
- Championnat de République tchèque :
  - Vainqueur : 2013.
- Coupe de République tchèque :
  - Vainqueur : 2013.